# Mala Kopanica
Mala Kopanica es una localidad de Croacia en el ejido del municipio de Velika Kopanica, condado de Brod-Posavina.

## Geografía
Se encuentra a una altitud de 84 msnm a 228 km de la capital nacional, Zagreb.

## Demografía
En el censo 2011 el total de población de la localidad fue de 166 habitantes.
| Gráfica de población de Mala Kopanica 1857-2011                     |
|                                                                     |
| Según los censos de población de la oficina estadística de Croacia. |